# Tony Blackburn

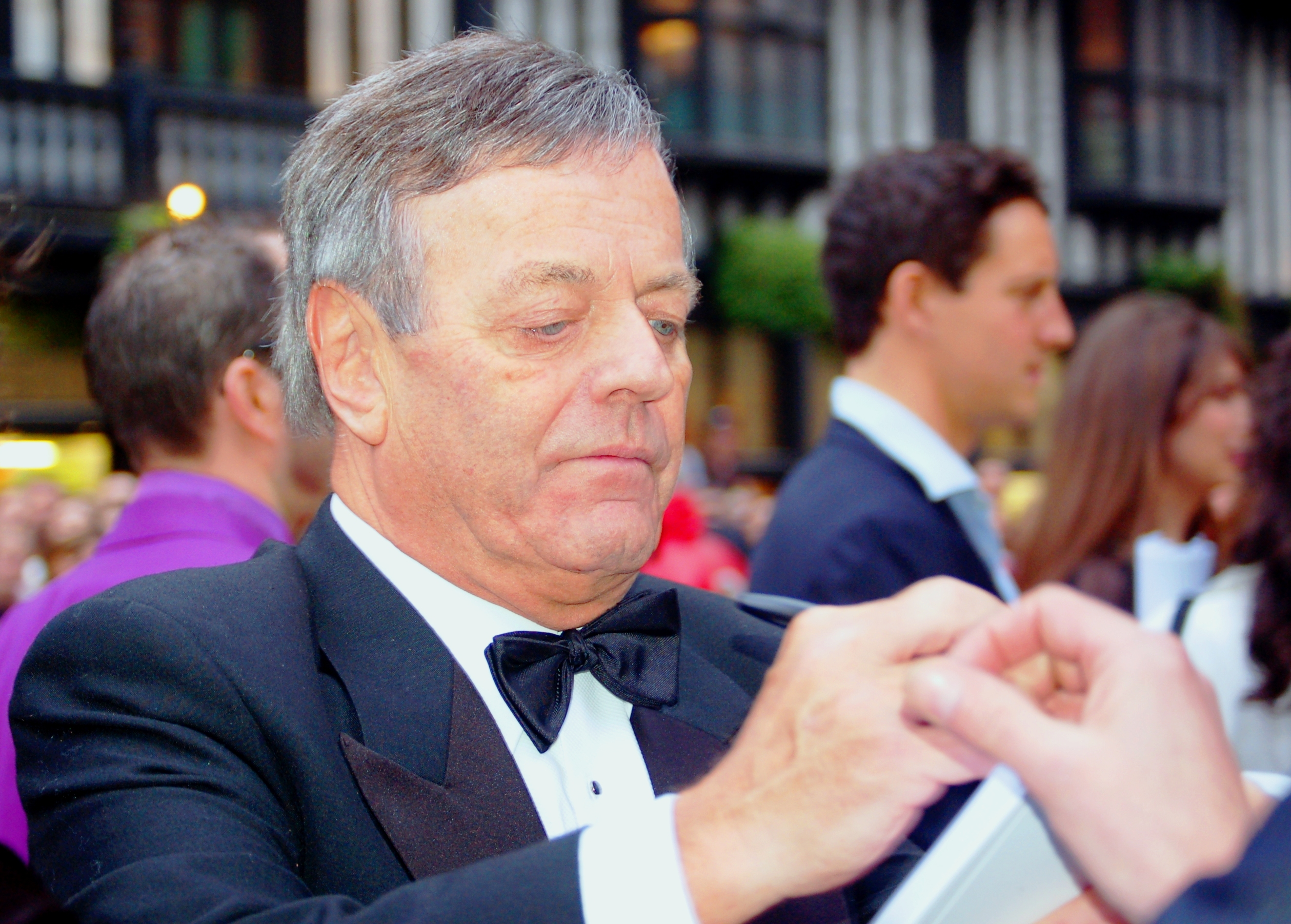
Tony Blackburn.

Tony Blackburn, född 29 januari 1943 i Guildford, Surrey, England, är en engelsk disc jockey, radiopratare och TV-presentatör. Blackburn har varit verksam som radiopratare sedan 1960-talet. Han blev då en välkänd röst på piratradiostationerna Wonderful Radio London och Radio Caroline. Efter att stationerna förbjöds 1967 var han den förste disc jockeyn på den nya statliga kanalen BBC Radio 1. Han var även programledare för många avsnitt av Top of the Pops under 1970-talet.
Blackburn har också varit verksam som sångare under 1960-talet. Två av hans singlar nådde placering på UK Singles Chart.